# Maromiandra (Vatovavy-Fitovinany)
Manampatrana is een plaats en gemeente in Madagaskar gelegen in het district Ikongo van de regio Vatovavy-Fitovinany. Er woonden bij de volkstelling in 2001 ongeveer 12.000 mensen.
In de plaats is basisonderwijs beschikbaar. 95% van de bevolking is landbouwer. Het belangrijkste gewas is koffie en rijst, maar er wordt ook suikerriet en cassave verbouwd. 5% van de bevolking is werkzaam in de dienstensector.